# ニューハンプシャー州の歴史
ニューハンプシャー州の歴史（ニューハンプシャーしゅうのれきし、英:History of New Hampshire）は、北アメリカ、現在のアメリカ合衆国ニューハンプシャー州にヨーロッパ人が到来してからの歴史を扱う。ニューハンプシャー州はニューイングランドの一部として成長し、アメリカ合衆国が誕生した時の13植民地の一つだった。

## 設立　1600年-1775年
ニューハンプシャー州となった植民地は、1622年にイギリスの枢密院からジョン・メイソン船長とフェルディナンド・ゲルゲス卿に与えられたニューイングランドの土地特許に基づいて設立された。植民地の名前はイギリスのハンプシャーに因んでニューハンプシャー植民地と名付けられた。最初に開拓者が入ったのは、1623年、ライ（今日のポーツマス近く）のオディオーンズ・ポイントであり、デイビッド・トンプソンが指揮するイングランドの漁師の一団であった。これはプリマスにピルグリム・ファーザーズが上陸した丁度3年後のことであった。開拓者達はフレイクヒルに砦、領主館やその他の建物、そのうちの幾つかは漁のためのものを建てた。この開拓地はパナウェイ・プランテーションと呼ばれた。最初のニューハンプシャー生まれ、ジョン・トンプソンはここで生まれた。
デイビッド・トンプソンはメイソンによって派遣されていたが、数年後にエドワード・ヒルトンとウィリアム・ヒルトンが加わった。3人はドーバーの近辺を探索し、そこをノーザムと名付けた。メイソンは設立した植民地を見ることもなく1635年に死んだ。パナウェイの開拓者達は後にポーツマス地域に移住し、1629年に新しく創設されたラコニア会社の派遣したニール船長の指導する集団と合流した。新しい開拓地はストロベリー・バンクと名付けられた。1638年、ジョン・ホイールライトがエクセターの開拓地を造った。
1631年、トマス・ウィギン船長がアッパー・プランテーション（現在のドーバー、ダーラムおよびストラットハム）の初代総督となった。すべての町が1639年に合併することに合意したが、一方でマサチューセッツ湾植民地がこの地域の領有権を主張していた。1641年マサチューセッツとの合意が形成され、その管轄に入ることになった。町は自治が許された。1653年、ストロベリー・バンクはマサチューセッツ議会に対してその名前をポーツマスに変える請願を行い認められた。
マサチューセッツと独立したニューハンプシャーの人々との関係は、意見が分かれ、また内容が薄かった。1679年、イングランド王が2つの植民地を分離し、アッパー・プランテーションはジョン・カットを総督とする「王室領」となった。2つの植民地は1686年に合併し、1691年には再度分かれた。「王室領」は1698年まで継続し、もう一度ジョセフ・ダドリーを総督とするマサチューセッツの管轄下に入った。さらに1741年、ニューハンプシャーは王室領に戻り、総督のベニング・ウェントワースは1741年から1766年まで務めた。

## 独立戦争　1775年-1815年
ニューハンプシャーはアメリカ独立戦争でイギリスに反攻した13植民地の一つだった。その独立を最初に宣言した邦（州）となった。独立戦争開戦前の1774年12月、ウィリアム・アンド・メアリー砦（現在はコンスティチューション砦）に対する歴史的な攻撃で得たイギリス軍の大砲や弾薬が、数ヶ月後にボストンの北で起こったバンカーヒルの戦いの役に立った。ニューハンプシャーは大陸軍のために3個連隊（第1、第2、および第3ニューハンプシャー連隊）を立ち上げた。ニューハンプシャー民兵隊が召集され、バンカーヒルの戦い、ベニントンの戦い、サラトガ方面作戦およびロードアイランドの戦いに従軍した。ジョン・ポール・ジョーンズ船長のスループ船USSレンジャーとフリゲートUSSレーリーはポーツマスで建造された。他にも大陸海軍の艦船や、イギリスの商船を襲う私掠船が造られた。
1776年1月5日、エクセターで会したニューハンプシャー植民地議会はアメリカで最初の州憲法を批准した。これはアメリカ独立宣言の6ヶ月前のことであった。

## 工業化、奴隷制度廃止運動および政治　1815年-1860年

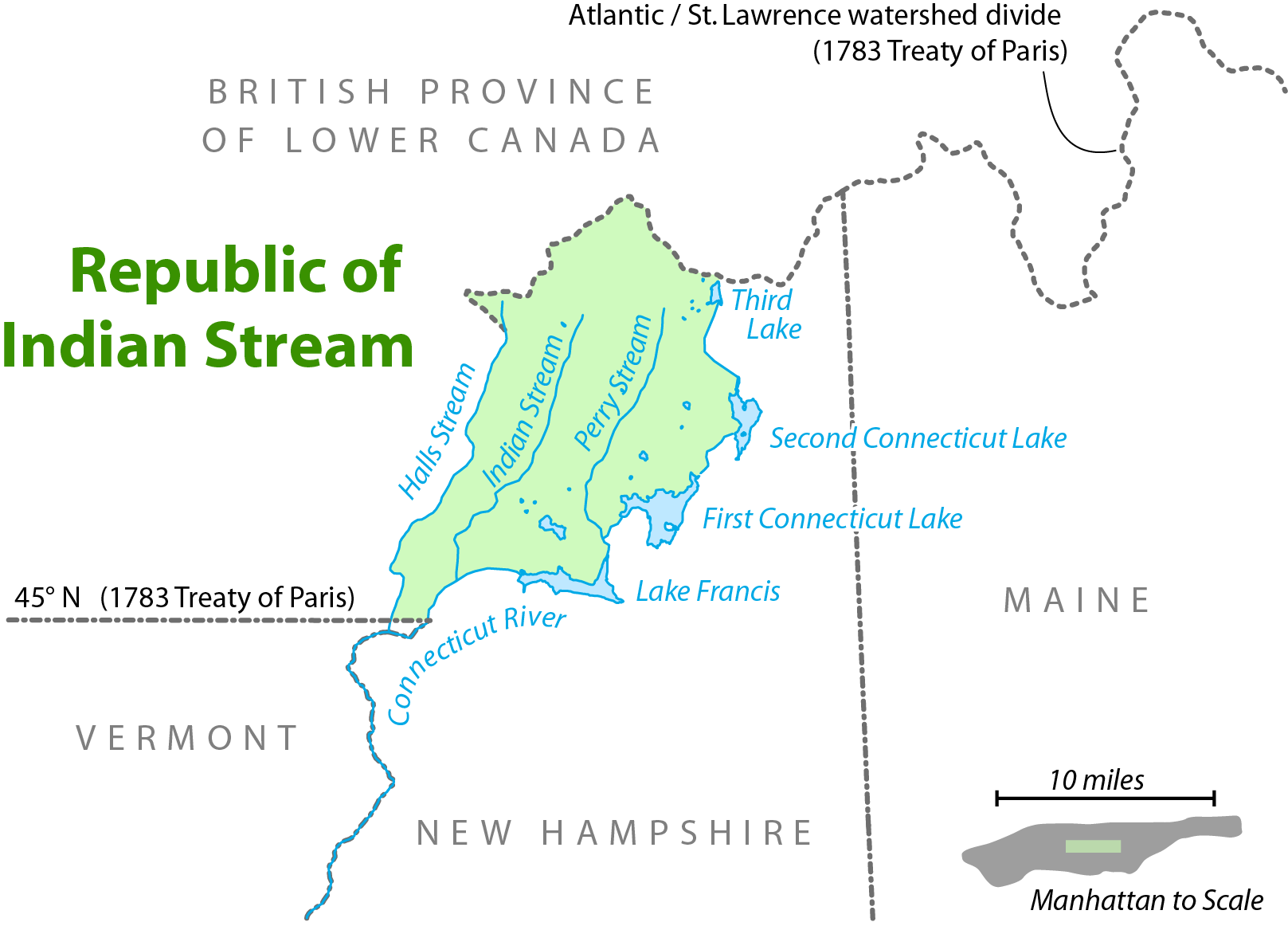
インディアン・ストリーム共和国の地図

1830年代、ニューハンプシャーは2つの大きな話題があった。1つは、州北部カナダとの国境にインディアン・ストリーム共和国を設立し、独立戦争後も未解決であった国境問題に決着を付けた。この共和国は、1832年に人口約300人で創設され、1835年にはニューハンプシャー州に吸収された。この吸収の時に、イギリス領カナダとの間に多少の暴力沙汰も起こった。最終的には
1842年のウェブスター＝アッシュバートン条約で国境問題が解決をみた。
2つ目の話題は、ダートマス大学の奴隷制度廃止運動家が1835年にカナーンで実験的に多民族によるノイズ・アカデミーを創設したことだった。しかし、創設後数ヶ月も経たないうちに、この学校に反対する土地の者達が牛を使って建物を引き摺り倒し、その後で燃やしてしまった。
奴隷制度廃止運動家の感情は州内の強い底流となり、ジョン・P・ヘイルの「自由の大地」党の大きな支援を得ていた。しかし、編集者のアイザック・ヒルの指導の下に保守的なジャクソン流民主党員が通常は支配を続けた。1856年、新しくエイモス・タックを頭に造られた共和党が政治的な改革を生み出した。

## 繁栄、恐慌、および戦争　1920年-1950年
繊維産業は不況とアメリカ南部の工場との競争激化によって打撃を受けた。1935年のエイモスキーグ紡績工場の閉鎖がマンチェスターの町に大きな衝撃となり、ナシュアでは1949年に元ナシュア・マニュファクチャリング会社の工場が閉鎖された。

## 現代　1950年-現在
第二次世界大戦の後、ニューハンプシャー州は大ボストン地域との経済的、文化的繋がりを強くしていった。このことは国家的な傾向でもあり、改善された高速道路網により大都市圏は元の田舎や近郷の都市にまで伸びていった。
1952年にナシュア繊維に替わって電子技術の防衛産業サンダース・アソシエイツが造られ、1970年代早くにはパソコンの巨大企業ディジタル・イクイップメント・コーポレーションができて、ニューハンプシャー州南部の役割をアメリカ国道128号線回廊のハイテク結節点とすることになった。
ニューハンプシャー州では4年ごとの大統領選挙で、毎回最初の予備選が行われ多くの注目を集めている。